# Primera División de Luxemburgo
La Primera División de Luxemburgo (en luxemburgués: 1. Divisioun) ocupa el tercer nivel en el sistema de ligas del país. Cuenta con la participación de 32 equipos divididos en dos grupos de 16 que luchan por ascender a la Éirepromotioun o descender a la 2. División de Luxemburgo.

## Formato
Los 32 equipos son divididos en 2 grupos de 16 equipos cada uno y los tres peores equipos de cada temporada descienden a la 2. División de Luxemburgo, mientras que el ganador de cada grupo logra el ascenso a la Éirepromotioun y los segundos lugares de cada grupo se enfrentan en un play-off al tercer y cuarto peor equipo de la Éirepromotioun para ver si logran en ascenso.

## Equipos
| - FC Atert Bissen - FC Avenir Beggen - FC 47 Bastendorf - US Boevange/Attert - FC Green Boys - FC Jeunesse Schieren - FC Kehlen - FC Lorentzweiler - FC Marisca Miersch - FC Norden 02 - FC Orania Vianden - FC Résidence Walferdange - SC Steinfort - FC Wincrange | - FC Alliance Äischdall - FC Berdenia Berbourg - US BC 01 Berdorf-Consdorf - SC Bettembourg - US Esch - FC Jeunesse Junglinster - FC Koeppchen Wormeldange - FC Luna Obercorn - FC Oberkorn - FC Schifflange 95 - FC Sporting Bertrange - Union Mertert Wasserbillig - Union Remich-Bous - FC Yellow Boys Weiler-La-Tour |

## Lista de Campeones
| Temporada | Grupo 1                             | Grupo 2                  |
| --------- | ----------------------------------- | ------------------------ |
| 1996/1997 | FC Swift Hesperange                 | FC Tricolore Gasperich   |
| 1997/1998 | FC Koeppchen Wormeldange            | UN Käerjéng 97           |
| 1998/1999 | -                                   | -                        |
| 1999/2000 | FC Victoria Rosport                 | FC Mamer 32              |
| 2000/2001 | Daring Echternach                   | AS Differdange           |
| 2001/2002 | FC Koeppchen Wormeldange            | FC Schifflingen 95       |
| 2002/2003 | Minerva Lintgen                     | CS Fola Esch             |
| 2003/2004 | Union Mertert-Wasserbillig          | Daring Echternach        |
| 2004/2005 | Minerva Lintgen                     | FC Mamer 32              |
| 2005/2006 | SC Steinfort                        | US Hostert               |
| 2006/2007 | FC Atert Bissen                     | Minerva Lintgen          |
| 2007/2008 | FC Flaxweiler-Beyren                | FC Koeppchen Wormeldange |
| 2008/2009 | Young Boys Diekirch                 | CS Oberkorn              |
| 2009/2010 | FC Green Boys 77 Harlange-Tarchamps | US Mondorf-les-Bains     |
| 2010/2011 | FF Norden 02                        | FC UNA Strassen          |
| 2011/2012 | FC Alliance Aischdall               | US Sandweiler            |
| 2012/2013 | FC Marisca Mersch                   | FC Jeunesse Junglinster  |
| 2013/2014 | FC Mamer 32                         | FC Mondercange           |
| 2014/2015 | FF Norden 02                        | Union Remich/Bous        |
| 2015/2016 | FC Atert Bissen                     | US Esch                  |
| 2016/2017 | FC 72 Erpeldange                    | FC Muhlenbach Blue Boys  |
| 2017/2018 | Atert Bissen                        | Jeunesse Junglinster     |
| 2018/2019 | Alisontia Steinsel                  | FC Mondercange           |
| 2019/2020 | FC Marisca Mersch                   | SC Bettembourg           |
| 2020/2021 | FC Lorentzweiler                    | Blo-Waïss Izeg           |
| 2021/2022 | Jeunesse Schieren                   | CS Grevenmacher          |
| 2022/2023 | FC Lorentzweiler                    | Residence Walferdange    |
| 2023/2024 | FC Atert Bissen                     | Sandweiler               |